# Котовник многонадрезный

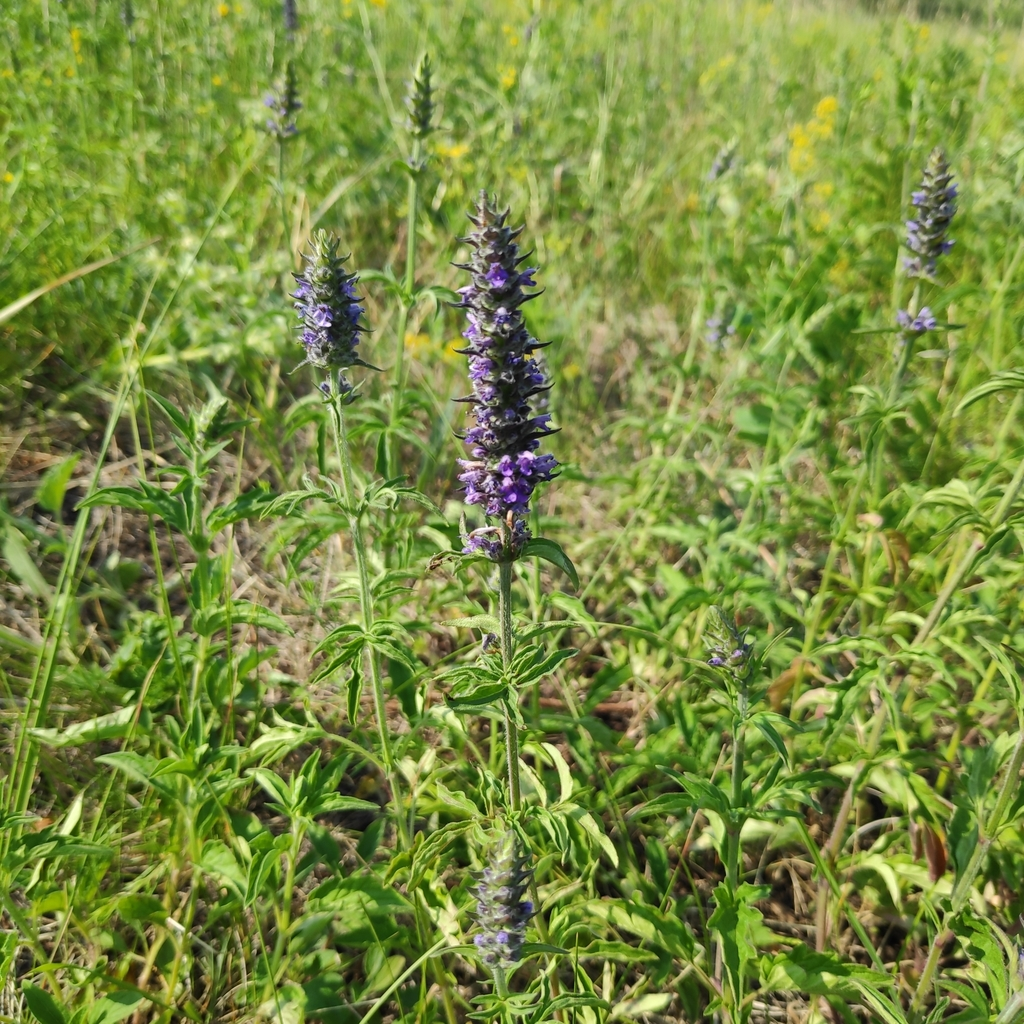
Nepeta multifida в Республике Бурятия

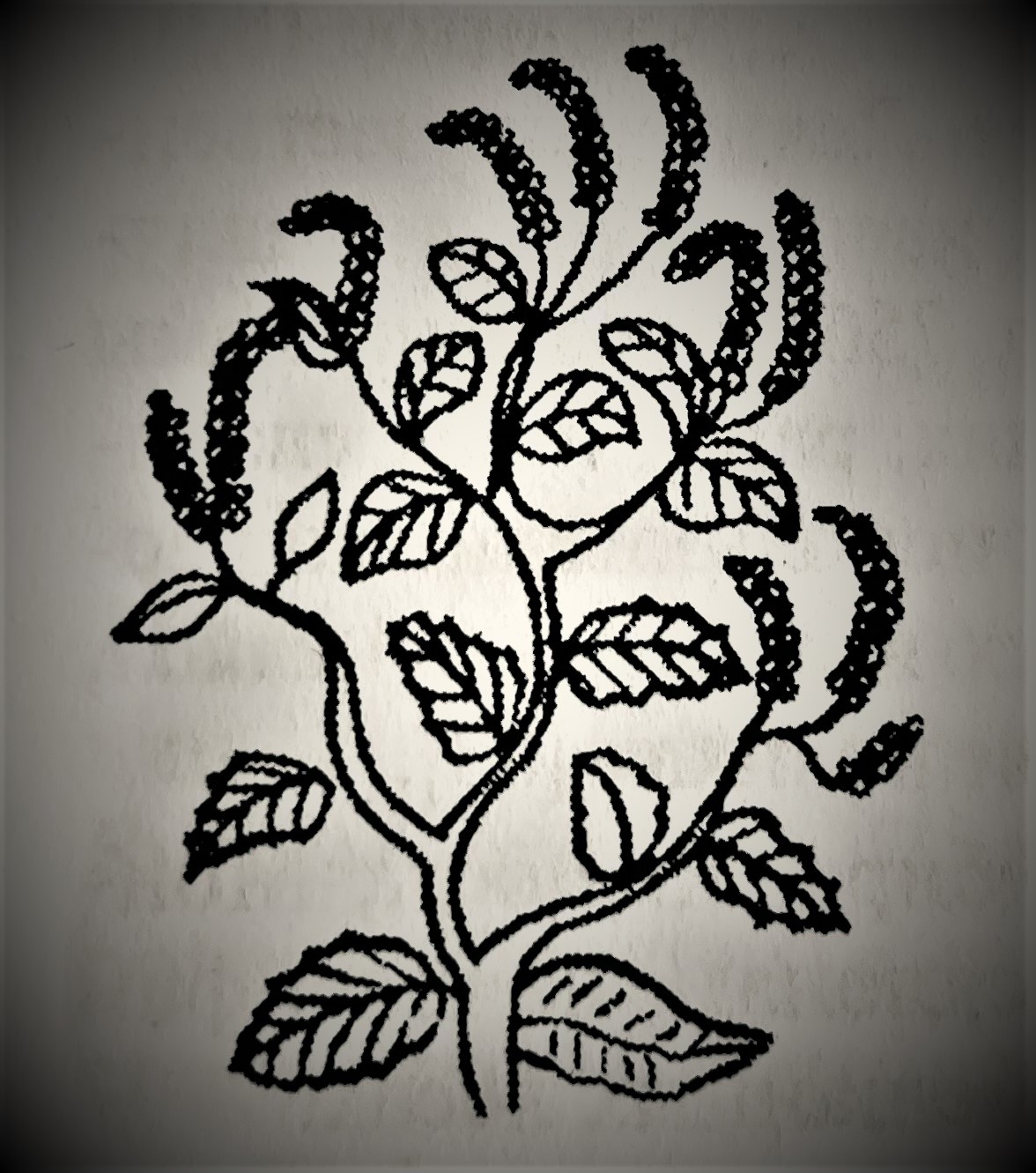
Изображение Nepeta multifida в трактате "Дзэйцхар Мигчжан" (XIX в.)

Котовник многонадрезный (лат. Nepeta multifida L.) — многолетнее травянистое растение; вид рода Котовник (Nepeta L.) семейства Яснотковые (Lamiaceae Martinov); базионим Schizonepeta multifida (L.) Briq. (рассечённокотовник многонадрезанный, схизонепета многонадрезанная, шизонепета многонадрезанная) ; тривиальные названия - анисова трава, степная мята.

## Ботаническое описание
Корень деревянистый, продольно расщепляющийся, переходящий в деревянистое, наверху расщепленное корневище.
Стебли простые или маловетвистые, по нескольку на корневище, опушенные, 15-60 см высотой, 1.5-3 мм толщиной.
Листья 1.5-6 см длиной и 1-4 см шириной, на коротких черешках, от округло-яйцевидных до продолговато-яйцевидных, большей частью крупно-тупозубчатые, рассеченные на 3-5 долей, нижние - чаще цельные, зубчатые; сверху с редкими прижатыми волосками, на нижней поверхности железистые.
Соцветия цилиндрические колосовидные, обычно плотные, реже рыхловатые ложные 8-20-цветковые мутовки, 3-13 см высотой, 0.7-1.5 мм толщиной. Прицветники яйцевидные, приостренные, с мохнатым опушением, вверху синеватые. Чашечки с оттопыренными волосками и сидячими янтарными железками; доли чашечки фиолетовые, треугольные, без остей, в 2-3 короче трубки; верхняя губа короче нижней, надрезанная; нижняя губа с отодвинутой двулопастной средней долей. Тычинки в преимущественно мужских цветках выдающиеся из венчика, в преимущественно женских цветках - срыты в зеве. 
Орешки бурые, 1.5 мм длиной.

## Распространение
Котовник многонадрезный произрастает в степной зоне и прилегающих частях лесной, по лугам, по открытым травянистым и каменистым склонам речных берегов, холмов и гор Западной и Восточной Сибири, Дальнего Востока, Монголии и Китая; в горах поднимается до предела лесной растительности.

## Химический состав
Котовник многонадрезный содержит эфирное масло (0.3-1.5%) представляющее собой прозрачную подвижную жидкость с резким специфическим запахом. Основными компонентами эфирного масла являются пулегон (42-44%) и лимонен (27-35%) (Алтай), цис-β-оцимен (38%) и 1,8-цинеол (28%) (Монголия), пулегон (55-58%) и лимонен  (10-26%) (Монголия), линалоол (19%) и β-мирцен (17%) (Хакасия).
В цветках обнаружены флавоноиды - пиракантозид (мискантозид), цинарозид, диосметин-7-O-глюкозид, эриоцитрин, сколимозид (вероникастрозид, лоницерин), диосмин, лютеолин-7-O-глюкуронид, апигенин-7-O-глюкуронид, диосметин-7-O-глюкуронид, лютеолин-7-O-(6′′-O-ацетил)-глюкозид, апигенин-7-O-(6′′-O-ацетил)-глюкозид; бензофурановые лигнаны - розмариновая кислота, литоспермовая кислота, схизотенуины A, C1, D, непетамултины А и В; гидроксициннаматы - оресбиусин A, даншенсу, 4-O-кофеилхинная кислота, 5-O-кофеилхинная кислота, кафтаровая кислота, цикориевая кислота. 
В листьях присутствуют флавоноиды - лютеолин-7-О-глюкуронид, апигенин-7-О-глюкуронид, лютеолин-7-О-(6′′-О-ацетил)-глюкозид, апигенин-7-О-(6′′-О-ацетил)-глюкозид, лютеолин-7-О-(3′′,6′′-ди-О-ацетил)-глюкозид, лютеолин-7-О-неогесперидозид, лютеолин-7-О-рутинозид, апигенин-7-О-неогесперидозид, апигенин-7-О-рутинозид; бензофурановые лигнаны - розмариновая кислота, сальвианоловые кислоты А и В, схизотенуин А, непетамултин А.
Из корней выделены бензофурановые лигнаны - непетамултины А, C, D, схизотенуин А, розмариновая кислота, сальвианоловые кислоты А, В, С, D, Е, F, L, Y, литоспермовая кислота и розмариновой кислоты 4′-О-глюкозид.

## Биологическая активность
Экстракт котовника многонадрезного обладает антигипоксической активностью в экспериментах на животных, увеличивая продолжительность их жизни во время гиперкапнической, гемической и гистотоксической гипоксий в результате повышения эффективности тканевого дыхания и сопряжения окислительного фосфорилирования в мозге в условиях гипоксии/реоксигенации. Экстракт обладает стресс-протективным действием предотвращая гипертрофию надпочечников, инволюцию тимуса и селезенки, а также ограничивая развитие язвенных повреждений в слизистой оболочке желудка, индуцированных иммобилизационным стрессом. Бензофурановые лигнаны и флавоноиды демонстрируют антирадикальное действие против супероксидного радикала, ингибируют активность гиалуронидазы и ацетилхолинэстеразы.

## Применение в Тибетской, Бурятской и Монгольской народной медицине
Трава котовника многонадрезного применялась под названием byi-rug (чжи-руг) для лечения болезней, вызванных "червями" и предотвращения ран от "червей". Тибетские ламы считали, что растение способствует созреванию прыщей, успокаивает чесотку, побеждает опухоли глотки и шеи и способствует перевариванию пищи. Бурятские ламы использовали отвары котовника многонадрезного (бур. тэмээл хул) как ранозаживляющее. Известно о применении растения в качестве противоглистного и инсектицидного средства. Под названием pi-pi-ling (би-би-линг) цветки растения применяли в качестве заменителя плодов перца длинного (Piper longum L.) лечения кашля и коклюша. В Монгольской медицине (монг. бивлэнцэр) цветки растения использовали при расстройствах пищеварения, для лечения рака желудка, против гельминтов и кожных заболеваний.